# 蕨餅

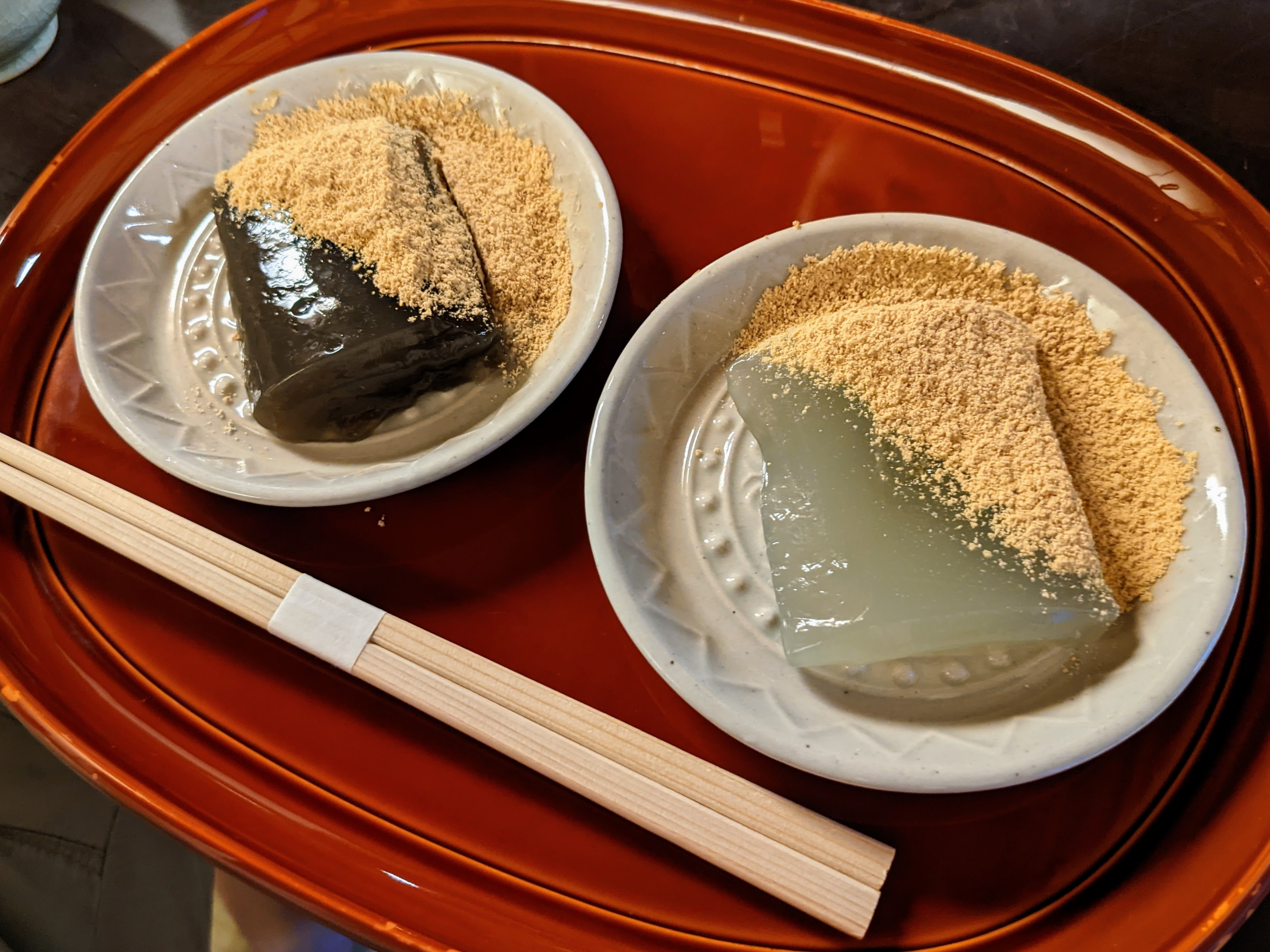
蕨餅

蕨餅（日语：わらびもち）是用蕨粉做的和菓子。是日本人夏天喜愛的清涼甜點，並可以依照個人喜好風味加上黑蜜和灑上黄豆粉食用，也能加抹茶粉。此外，亦有使用涓豆腐製作的豆腐蕨餅。
日本會在節日慶賀，或是離職升遷等買此物贈送對方。

## 製法
蕨粉是用蕨的根部所磨製成的澱粉。把蕨粉加入糖和水混合，使它變成糊狀，成型後加上黑蜜和黃豆粉或抹茶粉便成品。

## 歷史產地
蕨餅據傳是醍醐天皇喜愛的食物，在1786年日本書籍中「東街便覧図略」有被記載蕨餅，現在為靜岡縣掛川市日坂的地方特產。